# Deslizamiento vs Resistencia de la roca

Simulación por computadora de un deslizamiento de tierra "slump" en el condado de San Mateo, California (EE. UU.) En enero de 1997

Los deslizamientos de tierra son un peligro geológico importante en muchos lugares del mundo. Se consideran un proceso de pérdida masiva, el más común de los cuales son los flujos de escombros, deslizamientos de colinas y caídas de rocas. Estos eventos pueden tener lugar en el transcurso de varios años de movimiento lento pero poderoso, o en cuestión de unos pocos momentos devastadoramente destructivos. Hay varios factores relacionados con la geología estructural que se correlacionan directamente con las ocurrencias de deslizamientos de tierra. Un factor importante relacionado con los deslizamientos de tierra es la resistencia de la roca. La resistencia de la roca se define por las relaciones de tensión / deformación, la presión del fluido de poro y la presión de confinamiento. Las rocas más fuertes y más densas no tienen la misma probabilidad de estar involucradas en un deslizamiento de rocas o deslizamientos de tierra que las rocas porosas menos densas que pueden ser fácilmente saturadas con agua. En Utah, el nivel del agua subterránea fluctúa continuamente, lo que hace que el área sea particularmente susceptible a los deslizamientos de tierra. A medida que el agua satura el suelo, haciéndolo más suave y más pesado, las relaciones de tensión / deformación experimentadas por las rocas aumentan considerablemente. La fuerza de una roca se puede definir por su círculo de Mohr y su envoltura de falla correspondiente. Una vez que se alcanzan las condiciones que colocan una roca sobre su envoltura de falla, experimentará deformación.
Hay dos tipos principales de deformación que sufren las rocas y ambas son pertinentes a los deslizamientos de tierra. Si una roca se comporta elásticamente y experimenta micro fracturas relacionadas con pequeños movimientos de deslizamiento en la roca, la fuerza de cohesión se mantiene de alguna manera, y se podría evitar temporalmente una caída. Sin embargo, si una roca sufre una deformación frágil y se rompe en pedazos, es mucho más probable que ocurra un deslizamiento de tierra. Las condiciones de tensión y deformación asociadas con las rocas y sus envolturas de falla difieren entre los tipos de rocas, pero se han estudiado extensamente en los laboratorios porque las implicaciones de estos datos tienen relevancia en todos los ámbitos de la geología.  

## Eventos de deslizamientos en Utah
Una publicación reciente realizada por el Utah Geologic Survey informa la ocurrencia de más de 22,000 actividades de deslizamientos de tierra en todo el estado durante el pasado geológico reciente. Ha habido varios eventos importantes en el condado de Utah durante los últimos 25 años que han causado cientos de millones de dólares en daños y pérdidas de propiedad. A continuación se incluye información relacionada con el deslizamiento de tierra de Thistle, Utah y el deslizamiento de tierra de Cedar Hills, Utah (activo).  

## El deslizamiento de Thistle
El deslizamiento de tierra en Thistle, Utah, (1983) causó más de $ 200 millones en daños y pérdida de propiedad. Fuertes nevadas, combinadas con un manantial tibio y húmedo provocaron el deslizamiento de tierra que eventualmente alcanzó velocidades de hasta 3.5 pies por hora. El tobogán tenía más de 200 pies de espesor, 1000 pies de ancho y más de una milla de largo. El deslizamiento finalmente se detuvo cuando colisionó con un gran acantilado de arenisca en la base de la montaña. La cantidad de material movido en el tobogán fue suficiente para crear una presa de 200 pies de altura que bloqueó el río Spanish Fork, y creó un gran lago donde solía estar la ciudad de Thistle. También inhibió el tráfico ferroviario y cubrió dos carreteras principales (US6 y US89). El lago eventualmente drenó dejando atrás los restos de la ciudad, que aún se pueden ver en los cañones.

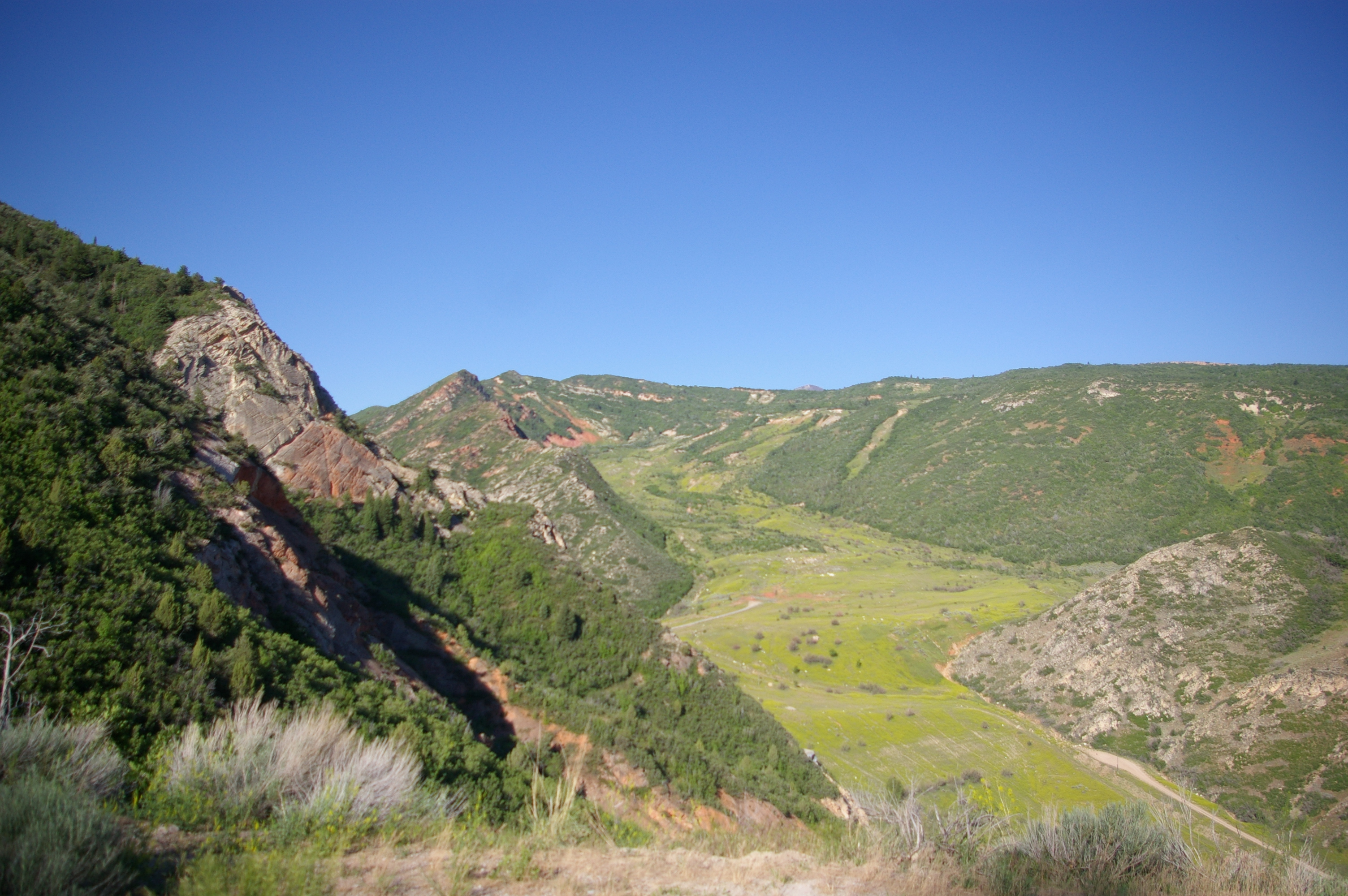
Thistle 2010 desde el área de descanso US6

Las muestras de roca y suelo involucradas en el deslizamiento de tierra de Thistle fueron recolectadas y estudiadas. Los principales tipos de rocas son la arenisca y la piedra caliza, y el suelo está compuesto casi exclusivamente por granos de arena de cuarzo y minerales de arcilla (illita). Los estudios de resistencia previos realizados en arenisca graneada hacen que sea fácil ver por qué se desencadenó el deslizamiento de tierra. Las pruebas de compresión triaxial hechas para arenisca limosa seca muestran integridad de resistencia cohesiva a 18.7 MPa, lo que significa que la roca no se fracturará hasta que se alcancen estas condiciones de esfuerzo. Para una muestra húmeda, similar a las condiciones en Thistle, la integridad de la fuerza cohesiva se reduce a 15,9 MPa. Estos datos muestran que cuando la arenisca limosa se satura, las rocas son más susceptibles a la rotura, que es una forma en que se pueden desencadenar deslizamientos de tierra. Con las propiedades de porosidad de la piedra arenisca limosa y la capacidad del suelo rico en arcilla para absorber enormes cantidades de agua, no es sorprendente que el cañón Spanish Fork haya experimentado varios eventos de derrumbes a lo largo de su historia geológica. El tobogán cardo se ha reactivado varias veces desde su actividad principal en 1983, y seguirá haciéndolo hasta que cambien las condiciones ideales de deslizamiento creadas por los patrones climáticos locales. 

## El deslizamiento de Colinas Cedar

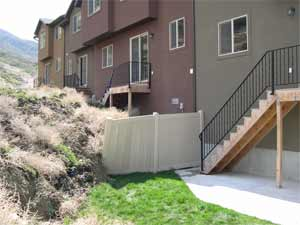
Casas destruidas por el deslizamiento de Cedar Hills

En abril de 2005, se desencadenó un deslizamiento de tierra existente en Cedar Hills, Utah. El área de derrumbes se mudó por última vez en 1983, junto con el mismo invierno pesado y las condiciones cálidas y húmedas de primavera que desencadenaron el deslizamiento Thistle. El deslizamiento de tierra es parte de un complejo de deslizamientos de tierra prehistórico más grande asociado con Manning Canyon Shale. El deslizamiento de tierra activo tiene aproximadamente 375 pies de largo y 150 pies de ancho. Los tipos de roca y suelo asociados con este evento son arcilla y lutita rica en barro. Las propiedades de resistencia asociadas con la lutita húmeda frente a la seca son similares a las de la piedra arenisca húmeda frente a la seca. Cuando la lutita está cerca de la superficie del suelo donde fluctúa el contenido de agua, se erosiona en un suelo rico en arcilla donde la humedad agregada reduce la resistencia de la roca y aumenta la probabilidad de un evento de deslizamiento de tierra. Las pruebas de compresión triaxial realizadas en lutitas secas mostraron una falla de esfuerzo eficaz media superior a 15MPa. El deslizamiento de tierra de Cedar Hills no fue tan severo como el deslizamiento del Cardo porque la ladera de la colina no era tan empinada, lo que resulta en un esfuerzo normal más bajo. Además, la lutita tiende a tener una resistencia a la compresión más alta que la piedra arenisca, por lo que la sobrecarga no tuvo una gran influencia en la lutita. Afortunadamente para los residentes de Cedar Hills, el tobogán se ha detenido por ahora, y con suerte continuará estancado, aunque la evidencia geológica muestra que esto no es probable.   
Se tomaron precauciones después del deslizamiento de 2005 para reducir el esfuerzo en la ladera, incluida la construcción de un muro de contención para reducir los efectos del esfuerzo vertical (sigma 1) y desagües de grava para ayudar a eliminar el agua de la ladera para ayudar a las rocas a mantener su resistencia cohesivas. Estas medidas han sido ineficaces, ya que el deslizamiento se ha movido tres veces desde 2005, con el tiempo destruyendo por completo las casas en la imagen adyacente.  